# NGC 7273
NGC 7273 ist eine linsenförmige Galaxie vom Hubble-Typ S0 im Sternbild Eidechse am Nordsternhimmel. Sie ist schätzungsweise 236 Millionen Lichtjahre von der Milchstraße entfernt.
Das Objekt wurde am 20. September 1876 von Édouard Stephan entdeckt.